# Cerignale
Cerignale (emilián nyelven Cerignäl, ligur nyelven Serignâ) település Olaszországban, Emilia-Romagna régióban, Piacenza megyében. Lakosainak száma 117 fő (2023. január 1.). Cerignale Brallo di Pregola, Corte Brugnatella, Ferriere, Ottone és Zerba községekkel határos.

## Népesség
A település lakossága az elmúlt években az alábbi módon változott:
| Lakosok száma | 128  | 123  | 117  |
|               | 2017 | 2018 | 2023 |